# Jannik Graf (Fußballspieler)
Jannik Graf (* 29. November 2004) ist ein deutscher Fußballspieler, der aktuell beim SV Sandhausen unter Vertrag steht.

## Karriere
Graf begann in der Jugendabteilung des SSV Jahn Regensburg mit dem Fußballspielen und durchlief alle Jugendmannschaften. Bereits als 16-Jähriger wurde er in den Kader der zweiten Mannschaft in der Bayernliga aufgenommen und wurde durch seinen ersten Einsatz am 24. Juli 2021 gegen den TSV Landsberg zum jüngsten Spieler in der Geschichte der Bayernliga. Außerdem kam er bei seinem Verein auch zu seinem ersten Einsatz im Profibereich in der 2. Bundesliga, als er am 28. Mai 2023 (34. Spieltag) bei der 2:3-Heimniederlage gegen den 1. FC Heidenheim in der 79. Spielminute für Aygün Yıldırım eingewechselt wurde. Auch in der folgenden Spielzeit 2023/24 kam er nur zu sechs Drittligaeinsätzen und war hauptsächlich für die Reserve aktiv, wo er in 18 Ligaspielen vierzehn Mal traf. Zwecks Spielpraxis verliehen ihn die Regensburger dann im Sommer 2024 in die Regionalliga Bayern zur SpVgg Bayreuth. In Bayreuth erzielte er in 31 Ligaspielen sieben Tore. Im Sommer 2025 wechselte Graf zur SV Sandhausen.